# Cammino di San Benedetto
Il Cammino di San Benedetto è un percorso che parte da Norcia e attraverso 16 tappe si conclude a Montecassino.
Nel corso degli anni ci sono stati diversi interventi per ripristinare i vecchi percorsi pedonali grazie ad un'associazione che tutela, promuove e perfeziona il Cammino e mantiene i rapporti con i pellegrini e con il territorio. Il Cammino ha ridato vita a tanti piccoli borghi spesso poco conosciuti e tagliati fuori dal turismo di massa, ma con motivi di interesse tali da catturare l'attenzione del viaggiatore attento.

## Il percorso
L'intero percorso è affrontabile in 16 giorni a piedi o in 7 giorni in bicicletta. Le tappe per il percorso a piedi  sono: Norcia, Cascia, Monteleone di Spoleto, Leonessa, Poggio Bustone, Rieti e la Valle Santa, Rocca Sinibalda e Castel di Tora, Pozzaglia, Orvinio, Mandela, Vicovaro, Subiaco, Trevi nel Lazio, Collepardo e la Certosa di Trisulti, Casamari, Arpino, le gole del Melfa, Roccasecca e infine Montecassino.

## Strutture ricettive, Credenziale e Testimonium
Il Cammino di San Benedetto è per tutti, non solo credenti. I camminatori prendono il nome di "pellegrini" e portano con sé la "credenziale", una sorta di "passaporto" del camminatore, sul quale vengono apposti i timbri dei luoghi di passaggio e che dà diritto, una volta giunti a Montecassino, a ricevere il testimonium, il documento di avvenuto pellegrinaggio.